# Estudio de Gramática (Cuéllar)
El Estudio de Gramática es un edificio que se encuentra en la villa de Cuéllar (Segovia).

## Descripción
Esta institución fue fundada por el arcediano Gómez González como sede de enseñanza gratuita para alumnos pobres. La fecha de la fundación del edificio data del 23 de julio de 1424. 
La institución estuvo antes en unas casas ubicadas en el mismo solar, adquiridas para este fin y que se fueron modificando poco a poco hasta llegar al edificio actual. Fray Gómez González dispuso en su testamento que las casas donde está la Escuela se reparen y reformen cada año, donde puedan estar hasta 200 escolares, y esto, poco a poco, hasta acabar… []. Las investigaciones hechas sobre el edificio dan muestra de que se cumplió la voluntad del fraile. El Estudio fue durante siglos un centro de enseñanza muy importante en toda la comarca. El Cardenal Cisneros pasó por esta institución, pero no se sabe bien si su paso fue como estudiante o como enseñante. 
Las primitivas casas se compraron al propietario Gil Ferrández, según consta en los archivos. Estaban edificadas junto a la iglesia de San Gil, ya desaparecida. En estas casas tenían su vivienda el maestro bachiller y el repetidor (persona que ayudaba a estudiar y a repetir la lección que había dado el maestro) y allí comenzaron las primeras enseñanzas. Los gastos corrieron a cargo de fray Gómez que administraba el arcedianazgo de la villa que recibía buenos beneficios de los pueblos de San Pedro de Alcazarén, Sancho Muñoz, Olombrada, Pinarejos y el portazgo de Cuéllar. Los estudiantes con medios económicos suficientes debían pagar 50 maravedís (moneda de la época).
El edificio que se construyó en el lugar de estas casas y cuya fachada se conserva, tenía un patio renacentista. En su fachada puede verse la antigua puerta de arco medio punto con dovelas y los escudos del arcediano y de la casa de Alburquerque.